# جایزه‌ها و افتخارهای اینشتین

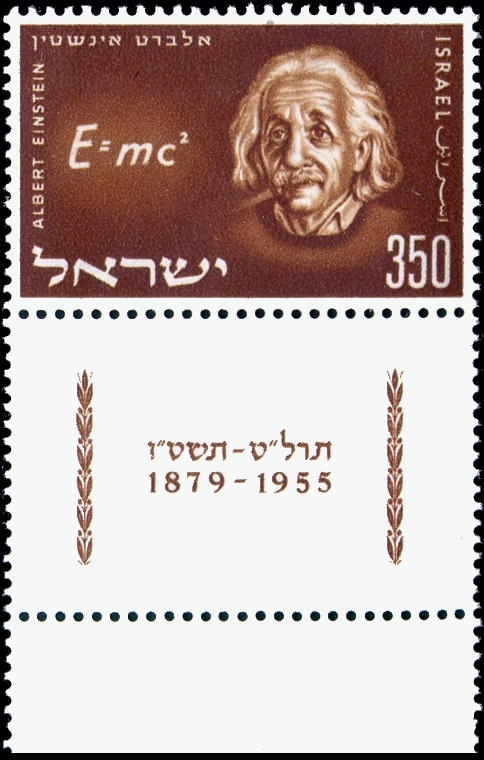
تمبر پستی اسرائیل (۱۹۵۶).

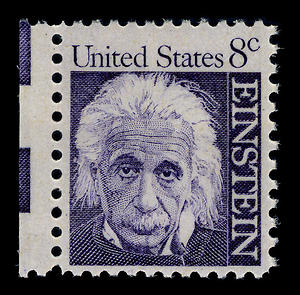
تمبر پستی ایالات متحده آمریکا (۱۹۶۶).

در سال ۱۹۲۲، آلبرت انیشتین جایزه نوبل فیزیک در سال ۱۹۲۱،  «برای خدماتش در زمینه فیزیک نظری و به‌ویژه کشف قانون اثر فوتوالکتریک که گامی اساسی در توسعه مکانیک کوانتومی به‌حساب می‌آید» دریافت کرد. این موضوع به مقاله او در مورد اثر فوتوالکتریک در سال ۱۹۰۵، با عنوان «دیدگاهی اکتشافی درباره تولید و تحول نور» اشاره دارد، که در آن زمان به خوبی توسط شواهد تجربی پشتیبانی می‌شد. سخنرانی آغازین با ذکر مراسم دریافت جایزه نوبل با اشاره به" نظریه نسبیت وی" که شروع شد که یک موضوع بحث پر جنب و جوش در محافل فلسفی بود و همچنین دارای پیامدهای اخترفیزیکی است که در حال حاضر با دقت مورد بررسی قرار می گیرد.